# Thelaira altoplani
Thelaira altoplani là một loài ruồi trong họ Tachinidae.